# Paul Wandel
Pour les articles homonymes, voir Wandel.
 (décembre 2023).
Si vous disposez d'ouvrages ou d'articles de référence ou si vous connaissez des sites web de qualité traitant du thème abordé ici, merci de compléter l'article en donnant les références utiles à sa vérifiabilité et en les liant à la section « Notes et références ».
Paul Wandel, né le 16 février 1905 à Mannheim et mort le 2 juin 1995 à Berlin, est un homme politique est-allemand. Il est ministre de l'Éducation de 1949 à 1952.

## Biographie

### Ascension dans le parti
En 1919, Paul Wandel achève une formation d'ingénieur en mécanique et travaille en tant qu'ingénieur entre 1925 à 1929, à Mannheim. En 1919, il rejoint un mouvement de jeunesse socialiste (Jeunesse ouvrière socialiste (de)) puis, en 1923, la Ligue des jeunes communistes d'Allemagne et, en 1926, Parti communiste d'Allemagne (KPD). En 1930 et 1931, il est secrétaire du parti pour le district de Bade, et de 1930 à 1932 président du groupe communiste au conseil municipal de Mannheim . 
De 1931 à 1936, il gravit progressivement les échelons de l'École internationale Lénine de Moscou, qui forme les cadres du parti. Il rejoint le Parti communiste de l'Union soviétique (PCUS). Il est aussi membre de l'Institut Marx-Engels ainsi que le secrétaire personnel de Wilhelm Pieck au comité exécutif de représentation de l'Internationale communiste dans les Balkans. À partir de 1941, il est à la tête de la section allemande de l'École de l'Internationale communiste de Kushnarenkovo et à partir de 1943, membre du bureau des Affaires étrangères du parti communiste à Moscou.

### Carrière politique

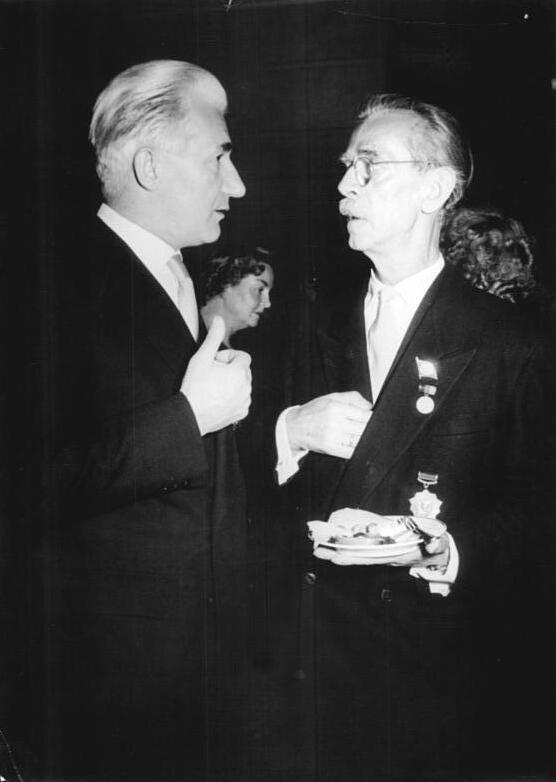
Paul Wandel (à gauche) en 1956 en conversion avec le peintre Otto Nagel.

De 1945 à 1949, il est président de l'Administration centrale allemande pour l'Éducation (Deutsche Verwaltung für Volksbildung) et, depuis 1946, membre du comité central du Parti socialiste unifié d'Allemagne (SED). Il est député entre 1949 et 1950 et entre 1954 et 1958 à la Chambre du peuple (Volkskammer). De 1949 à 1952, il est ministre de l'Éducation (le portefeuille de la Jeunesse lui est retiré en 1950). Jusqu'en 1953, il est chef de l'organe de coopération pour la Culture et l'Education et entre 1953 et 1957 secrétaire pour la Culture et l'Education au comité central du SED. Fin 1957, il reçoit un blâme pour son application trop laxiste des directives culturelles du SED.
Jusqu'en 1961, il est ambassadeur de la RDA en République populaire de Chine et jusqu'en 1964 ministre adjoint des Affaires étrangères. Jusqu'en 1975 il est président, et jusqu'en 1984 vice-président, de la Ligue pour l'amitié des peuples (Völkerfreundschaft). De 1983 à 1990, il préside le comité RDA-RPC.
Il est enterré au cimetière de Pankow III, à Berlin.

## Distinctions
Paul Wandel est décoré en 1970 de l'Étoile de l'amitié des peuples et, en 1983, de l'ordre de Karl-Marx.

## Ouvrages
- Wilhelm Pieck, dem Vorkämpfer für ein neues Deutschland zum 70. Geburtstag, Neuer Weg, Berlin, 1946.
- Die demokratische Einheitsschule, Rückblick und Ausblick, Volk und Wissen, Berlin, 1947.
- Wie es zur Oder-Neisse-Grenze kam, Dietz, Berlin, 1955.

## Sources
- (de) Cet article est partiellement ou en totalité issu de l’article de Wikipédia en allemand intitulé « Paul Wandel » (voir la liste des auteurs).